# 音吉
音吉（おときち 英語: John Mathew Ottoson、文政2年（1819年） - 慶応3年（1867年）1月18日）は、江戸時代の水主・漂流民。のちにはジョン・マシュー・オトソン（英語: John Matthew Ottoson）と名乗った。名は乙吉とも記される。山本音吉とも。ロンドンに初めて上陸した日本人（1835年）とされ、マカオに現存する最古とされる日本語訳の聖書の編纂に関係し、モリソン号事件では漂流民として船に乗り、上海でデント商会に勤めた。1849年のイギリス船マリナー号の浦賀来航に際し、中国人「林阿多」（リン・アトウ）と名乗り通訳として同行し、更に1854年の日英和親条約締結の際に通訳としてイギリス側に同行した。また、初めてイギリスに帰化した日本人とされており、ほぼ地球を一周した。

## 略歴

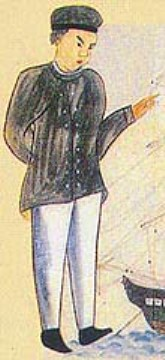
音吉の肖像、1849年に中国から日本へ来航した際のもの

### 漂流
1819年（文政2年）尾張国知多郡小野浦（現・愛知県知多郡美浜町）に生まれる。 1832年（天保3年）10月、米や陶器を積んだ宝順丸（船頭樋口重右衛門）が江戸に向けて鳥羽に出航（乗組員船頭以下13名）したが、途中遠州灘で暴風に遭い難破・漂流した。14ヶ月の間、太平洋を彷徨った末、ようやく陸地に漂着したときには、生存者は音吉を含め岩吉（旧姓岩松・尾張国愛知郡熱田（現・名古屋市熱田区）出身）、久吉の3名のみであった。残りの乗組員は壊血病などで亡くなった。

### 救助
アメリカ太平洋岸のオリンピック半島・フラッタリー岬付近にたどり着いた彼らは、現地のアメリカ・インディアン（マカー族）に救助される。音吉の「栄力丸漂流記」の記述から、エスキモーだったという説もある。
しかし、インディアンは彼らを善意で助けたわけではなく、のちに奴隷としてこき使った。さらにはイギリス船に売り飛ばし、代わりに金品を得た。イギリス船はハドソン湾会社の持船ラーマ号で、オレゴン・カントリーのアストリア砦（現オレゴン州アストリア）に送られた。3人を救助した情報はただちにロンドンへ届けられる。そこで、3人を日本に帰すためマカオ行きのゼネラル・パーマー号に乗せることにした。途中、ロンドンに着いた彼らはテムズ川で10日の間、船上にとどまっていたが、許されて1日ロンドン見学を行っている。彼らが確実な記録に残っている中では、イギリスの地に最初に上陸した日本人であった。

### 帰国の失敗
1835年12月、ゼネラル・パーマー号はマカオに着く。イギリス貿易監督庁を通じ、3人はドイツ人宣教師でイギリス貿易監督庁通訳官のチャールズ・ギュツラフに預けられる。そして音吉ら3人はチャールズ・ギュツラフと協力し、現存する世界初の日本語訳聖書「ギュツラフ訳聖書」を完成させる。3人は日本への帰国を切望していたという。このため、3人は当初、キリスト教を禁教していた日本の状況を考えて「帰国後どんなお咎めがあるか分かりません」と、聖書の翻訳を拒否していたという。
その後、1837年3月、九州出身の漂流民である庄蔵、寿三郎、熊太郎、力松ら4人が、マニラからスペイン船でマカオに届けられ、異国で同胞たちと対面した。同年7月4日、アメリカ商社オリファント商会の商船モリソン号に乗って、合流した4人を含む7人がマカオを離れ、琉球に出発し、江戸に向かった。
7月30日、同船が三浦半島の城ヶ島の南方に達したとき、予期せぬ砲撃にさらされる。敵対的だと分かると鹿児島へ向い、ここで日本人船員が日本側と接触したものの再び砲撃にあい、8月13日に引き返す決定をし、8月19日にマカオに戻る。これがモリソン号事件である。当時、日本にはイギリスを始めとする外国船が頻繁に来航しており、これらの中には無許可での上陸や暴行事件を引き起こすものもあり、特にフェートン号事件以降、江戸幕府は異国船打払令を発令し、日本沿岸に接近する外国船は見つけ次第に砲撃して追い返すという強硬姿勢をとっていた。モリソン号もイギリスの軍艦と誤認されて砲撃されたのである。のちにモリソン号は軍艦ではなく非武装の商船であり、さらに日本人漂流民をわざわざ送り届けに来たことが『オランダ風説書』によって判明すると、この事件に触発されて渡辺崋山、高野長英らが幕府の政策を批判する著書を記し、幕府によって逮捕される蛮社の獄が起こる。

### 上海での成功
結局モリソン号は、通商はもとより漂流民たちの返還もできず、マカオに戻った。音吉は1838年（天保9年）、ローマン号でアメリカ合衆国へ行った可能性がある。その後、音吉は上海へ渡り、阿片戦争に英国兵として従軍する（していないという説もある）。その後、デント商会（清名：宝順洋行、英名：Dent & Beale Company）に勤めた。同じ頃、同じデント商会で働くイギリス人女性（名は不明）と初婚をしている。この最初の妻との間には娘メアリーが生まれたが4歳9ヶ月で幼逝、妻もその後、他界している。この娘メアリーの墓は、晩年、音吉が住まいとしたシンガポールに残っている。
その後、1849年（嘉永2年）4月8日、イギリス東インド会社艦隊の帆船マリナー号が浦賀に来航した。これに音吉が通訳として同行するが、中国人「林阿多」と名乗った。1853年には、アメリカのペリー艦隊に同行予定だった日本人漂流民（仙太郎ら栄力丸船員）の脱走を手引きし、のちに清国船で日本へと帰国させている。また、1854年9月にイギリス極東艦隊司令長官スターリングが長崎で日英交渉を開始したとき、再度来日し通訳を務めた。また、この時に福沢諭吉などと出会っている。この時、音吉には長崎奉行から帰国の誘いがあったが、既に上海で地盤を固めていた音吉は断っている。
その後、スコットランド系の両親を持つシンガポール出身の女性で、デント商会の同僚であったルイーザと再婚する。この2度目の妻との間には、1男2女をなす。この頃、音吉の住む上海では、太平天国の乱などにより、混乱が始まりつつあった。

### 晩年
1862年（文久2年）はじめ、音吉は上海を離れて妻ルイーザの故郷シンガポールへ移住し、その地で幕府の文久遣欧使節通訳の森山栄之助らに会っている。この使節団には福沢諭吉も参加しており、再会を果たす。音吉は清国の状況などを福沢たちに説明しており、これらの記録は福澤の著した「西航記」に残っている。1864年、日本人として初めてイギリスに帰化してジョン・マシュー・オトソンと名乗る。
1867年（慶応3年）、自分の名代（みょうだい）で日本へ帰って欲しいと息子に遺言した音吉は、シンガポールにて病死した。享年49。日本の元号が「明治」になる1年前であった。

### 死後
息子のジョン・ウィリアム・オトソン（英語: John William Ottoson）は1879年（明治12年）に日本に帰り、横浜で日本人女性と結婚すると、「山本音吉」を名乗り、日本国籍を取得した。山本音吉はその後、妻子と共に台湾へ渡り、1926年8月に台北で死去している。
音吉のシンガポールでの埋葬はのちに記録が確認されるが、1970年に都市開発のため墓地全体が改葬されたことから、その後の捜索は難航した。2004年になってようやく墓が発見され、遺骨の発掘に成功する。遺骨は荼毘に付されてシンガポール日本人墓地公園に安置され、一部が翌2005年に音吉顕彰会会長で美浜町長（1991年 - 2007年）の斉藤宏一らの手によって、漂流から実に173年ぶりに、祖国日本に戻ることになる。現在、遺骨は美浜町の音吉の家の墓と、良参寺の宝順丸乗組員の墓に収められている。

### 家族
最初の妻は、マカオで宣教をしたスコットランド人であった。2番目の妻は、上海で同僚同士のドイツ系とマレー系を両親に持つシンガポール人ルイサ・ベルダー（Louisa Belder）。子供は息子のジョン・W のほかに、娘が3人あり、うちEmily Louisa は4歳で幼逝した。また「天竺の女」とされるシンガポール出身の妻と、男2人女1人をもうけたとする説もある。美浜町に暮らした妹の子孫は旅館を経営している。

## 顕彰活動
音吉の出身地である美浜町では、音吉の功績を広く世界に知らせ、町の活性化を図ろうとした町おこしが行われている。
1956年に音吉、岩吉、久吉ら3人の頌徳記念碑が美浜町に立てられ、1961年以来、同町と日本聖書協会は毎年、「聖書和訳頌徳碑記念式典」を執り行っている。同年行われた第1回の式典には、当時のドイツ大使夫妻や愛知県知事桑原幹根、名古屋鉄道社長ら300人が参列した。
1992年には「にっぽん音吉トライアスロン in 知多美浜」が初開催され、音吉の顕彰事業が本格化した
。音吉の人生を描いた音楽劇「にっぽん音吉物語」が翌年に同町で初公演され、以後はシンガポールやアメリカ（ワシントン州、ハワイ州）、イギリス（ロンドン、バンガー）などの音吉ゆかりの地でも公演される。2014年春、「シアトル桜祭り」にNPO「知多から世界へ」から70人が参加し、音吉のミュージカルも披露された。知多半島は同市と航空産業で結ばれ、ボーイング787の翼や胴体を毎週、中部国際空港セントレア経由でボーイング工場に送り出している。
オレゴン州とワシントン州境に近いバンクーバーはかつての交易地 バンクーバー砦を再現して国定史跡に指定、一画に三吉記念碑が建てられた（北緯45度37分35.1秒 西経122度39分25.5秒 / 北緯45.626417度 西経122.657083度）。

## 音吉を題材とした書籍・映画
発表順。
- 小栗 重吉『尾州名古屋紺屋町小嶋屋庄右衛門船千二百石積督乗丸難舩之始末』[奥平氏] [写]、1816年。NCID BB26831765。
  - 責任表示は『日本北辺関係旧記目録』（北海道大学附属図書館、1990年）による。
  - 扉の書名『尾州名古屋紺屋町小嶋屋庄右衛門舩千弐百石積督乗丸難舩之始末』。扉と題簽に「文化十三子年」、扉に「八十九」とあり[注釈 3]
- 沖田一「J・M・Ottosonのこと--日本英学史の一断面」『英語青年』第123巻5号（通号1542）、研究社、1977年8月、202-203頁、doi:10.11501/44354、国立国会図書館書誌ID:2073-d4435446。「J.M. Ottoson のJ.は John だということになる。つまり澳門にいたとき洗礼を受けてJ.M.とつけられたのだろう。」
- にっぽん音吉漂流記. 晶文社. (1979). doi:10.11501/12286106国立国会図書館書誌ID:1411533ISBN 4794959362（文庫版、1988年、ISBN 4122015685）[31]
  - 改版改題：春名徹『にっぽん音吉漂流記』（中央公論社〈中公文庫〉、1988年11月）doi:10.11501/13226133、国立国会図書館書誌ID:1954028、ISBN 4-12-201568-5。
- 沖田一「続 J・M・Ottosonのこと--日本英学史の一断面」『英語青年』125巻第10号（通号1571）、研究社、1980年1月、doi:10.11501/4435475、国立国会図書館書誌ID:2073-d4435475、ISSN 0287-2706。
- 映画『海嶺』1983年、貞永方久 (監督)[37]
- 法政大学社会学部学会 編「A Japanese Castaway called "Ottoson"」『社会志林』51巻第1号（通号 179）-同巻第4号（通号 182）国立国会図書館書誌ID:383307（修正版180共/別綴180）法政大学社会学部学会、2004年-2005年。
- （英訳版）"Global Drifters: The Lives of Japanese Sailors Forbidden to Return Home", Jin Ōmori, Maki Higashida, Akio Taya著、Sachiko Tanaka訳、Otokichi Association刊, 2008年。
- 浜島 敏 文『ギュツラフさんのおてつだいをしたおときちさん』りかねだ 絵（22世紀アート〈絵本・聖書翻訳人物伝シリーズ ; 16〉、2023年）国立国会図書館書誌ID:33173022、ISBN 978-4-86785-128-9。
- 三浦綾子（原作）、勝間としを（作画）、かつまかずえ（構成）『漫画海嶺 ―3吉漂流物語』2017年、ISBN 4264033977
- 篠田泰之『音吉伝 : 知られざる幕末の救世主』（新葉館出版、2020年）国立国会図書館書誌ID:30477312、ISBN 978-4-8237-1024-7